# (55702) Thymoitos
(55702) Thymoitos (1302 T-3) – planetoida z grupy trojańczyków okrążająca Słońce w ciągu 11,88 lat w średniej odległości 5,2 j.a. Odkryta 17 października 1977 roku.